# Пшивори-Малі
Пшивори-Малі (пол. Przywory Małe) — село в Польщі, у гміні Доманиці Седлецького повіту Мазовецького воєводства.
Населення — 83 особи (2011).
У 1975-1998 роках село належало до Седлецького воєводства.

## Демографія
Демографічна структура станом на 31 березня 2011 року:
|          | Загалом | Допрацездатний вік | Працездатний вік | Постпрацездатний вік |
| -------- | ------- | ------------------ | ---------------- | -------------------- |
| Чоловіки | 45      | 12                 | 25               | 8                    |
| Жінки    | 38      | 7                  | 22               | 9                    |
| Разом    | 83      | 19                 | 47               | 17                   |